# Gette (rivière)
Pour les articles homonymes, voir Gette.
La Gette (ou encore Gète, en néerlandais Gete, en wallon Djåçe) est une rivière de Belgique affluent du Démer faisant partie du bassin versant de l'Escaut, qui naît de la confluence de la Grande Gette et de la Petite Gette à Budingen en Région flamande. C'est un sous-affluent de l'Escaut par la Dyle et de Rupel.